# Second Coming (группа)
Second Coming (с англ. — «Второе пришествие») — американская рок-группа из Сиэтла.

## История
В состав рок-группы «Second Coming», основанной в начале 90-х годов, вошли Джонни Баколас (бас-гитара), Джеймс Бергстрём (ударные, перкуссия), Дадли Тафт (гитара) и Трэвис Брахт (вокал, ритм-гитара). Баколас и Бергстрём ранее играли в глэм-группе Alice N' Chains вместе с Лейном Стэйли, Дадли Таф пришёл из Sweetwater, а Трэвис Брахт — из Peace and Silence. Звучание группы напоминало прочие популярные сиэтлские группы девяностых, такие как Alice in Chains и Soundgarden.
Группа выпустила несколько релизов на независимых лейблах, после чего сумела подписать контракт с Capitol Records и выпустить одноимённый альбом. Перед выходом пластинки Second Coming приняли участие в концертном туре на разогреве у Monster Magnet.
Впоследствии Эрик Снайдер заменил гитариста Дадли Тафта. Группа продолжала гастролировать и записывать новый материал. В 2002 году вышел мини-альбом Acoustic, а годом позже полноценный студийный альбом 13.

## Дискография
Альбомы
- 1995 — L.O.V.Evil[англ.]
- 1998 — Second Coming[англ.]
- 2003 — 13[англ.]

Синглы и мини-альбомы
- 2003 — Acoustic

## Состав

### Последний состав
- Джонни Баколас — бас-гитара
- Джеймс Бергстром — ударные
- Трэвис Брахт — вокал
- Эрик Снайдер — гитара

### Бывшие участники
- Джесси Холт — гитара, вокал
- Рон Холт — бас-гитара, вокал, клавишные
- Stamatina — клавишные
- Дэвис Мартин — клавишные, перкуссия
- Марк Нельсон — ритм-гитара
- Дадли Тафт — гитара